# Аммі-Дітана
Аммі-Дітана (д/н — 1647 до н. е.) — 9-й цар Вавилона близько 1684—1647 років до н. е. (за короткою хронологією 1619—1582 до н. е.)

## Життєпис
Походив з I Вавилонської (Аморейської) династії. Син царя Абі-ешу. Мусив продовжувати політику оборони від Країни Моря. Для цього відновлював пошкоджені фортеці та споруджував нові (Кар-Уту («Фортеця Шамаша») і Ішкун-Мардук у Вавилоні, 2 укріплення з однаковою назвою Дур-Аммі-Дітана біля вавилонських каналів).
У 17-й рік володарювання переміг якогось Ярахабі, можливо, вождя повстання. Наприкінці панування, ймовірно, втратив місто Ісін, яке захопила Країна Моря. На 37-му році зруйнував стіни фортеці Дер, яку побудували за наказом Дамік-ілішу II, царя Країни Моря.
Здійснював роботи з очищення і оновлення каналів, спорудження на них нових містечок. Намагався продовжити утримання храмів через подарунки. На честь сходження на трон встановив свою статую в місті Кіш. Відомі його проголошені «актів справедливості» (скасування боргів і недоїмок) у 2, 3 і 21 роки панування. Це свідчить про погіршення економіки, зубожіння населення та занепад господарства.
Йому спадкував син Аммі-цадука.